# Vernou-en-Sologne
Vernou-en-Sologne és un municipi francès, situat al departament del Loir i Cher i a la regió de Centre – Vall del Loira. L'any 2007 tenia 584 habitants.

## Demografia

### Població
El 2007 la població de fet de Vernou-en-Sologne era de 584 persones. Hi havia 237 famílies, de les quals 69 eren unipersonals (12 homes vivint sols i 57 dones vivint soles), 78 parelles sense fills, 78 parelles amb fills i 12 famílies monoparentals amb fills.
La població ha evolucionat segons el següent gràfic:
Habitants censats

### Habitatges
El 2007 hi havia 321 habitatges, 247 eren l'habitatge principal de la família, 55 eren segones residències i 19 estaven desocupats. 302 eren cases i 18 eren apartaments. Dels 247 habitatges principals, 158 estaven ocupats pels seus propietaris, 77 estaven llogats i ocupats pels llogaters i 12 estaven cedits a títol gratuït; 20 tenien dues cambres, 46 en tenien tres, 73 en tenien quatre i 107 en tenien cinc o més. 181 habitatges disposaven pel capbaix d'una plaça de pàrquing. A 112 habitatges hi havia un automòbil i a 104 n'hi havia dos o més.

### Piràmide de població
La piràmide de població per edats i sexe el 2009 era:
| Homes | Edats   | Dones |
| ----- | ------- | ----- |
| 0     | 95 o +  | 4     |
| 0     | 90 a 94 | 4     |
| 4     | 85 a 89 | 4     |
| 0     | 80 a 84 | 4     |
| 16    | 75 a 79 | 16    |
| 8     | 70 a 74 | 8     |
| 12    | 65 a 69 | 12    |
| 8     | 60 a 64 | 24    |
| 24    | 55 a 59 | 8     |
| 4     | 50 a 54 | 20    |
| 20    | 45 a 49 | 16    |
| 32    | 40 a 44 | 28    |
| 12    | 35 a 39 | 20    |
| 12    | 30 a 34 | 12    |
| 32    | 25 a 29 | 24    |
| 12    | 20 a 24 | 4     |
| 8     | 15 a 19 | 36    |
| 16    | 10 a 14 | 24    |
| 4     | 5 a 9   | 20    |
| 8     | 0 a 4   | 12    |

## Economia
El 2007 la població en edat de treballar era de 374 persones, 265 eren actives i 109 eren inactives. De les 265 persones actives 245 estaven ocupades (139 homes i 106 dones) i 20 estaven aturades (6 homes i 14 dones). De les 109 persones inactives 49 estaven jubilades, 23 estaven estudiant i 37 estaven classificades com a «altres inactius».

### Ingressos
El 2009 a Vernou-en-Sologne hi havia 244 unitats fiscals que integraven 559,5 persones, la mediana anual d'ingressos fiscals per persona era de 15.843 €.

### Activitats econòmiques
Dels 22 establiments que hi havia el 2007, 2 eren d'empreses alimentàries, 3 d'empreses de fabricació d'altres productes industrials, 4 d'empreses de construcció, 5 d'empreses de comerç i reparació d'automòbils, 3 d'empreses d'hostatgeria i restauració, 1 d'una empresa financera, 3 d'empreses immobiliàries i 1 d'una empresa classificada com a «altres activitats de serveis».
Dels 8 establiments de servei als particulars que hi havia el 2009, 1 era una oficina bancària, 3 tallers de reparació d'automòbils i de material agrícola, 2 paletes, 1 fusteria i 1 restaurant.
Dels 3 establiments comercials que hi havia el 2009, 1 era una botiga de menys de 120 m², 1 una fleca i 1 una joieria.
L'any 2000 a Vernou-en-Sologne hi havia 17 explotacions agrícoles que ocupaven un total de 666 hectàrees.

## Equipaments sanitaris i escolars
El 2009 hi havia una escola elemental integrada dins d'un grup escolar amb les comunes properes formant una escola dispersa.

## Poblacions més properes
El següent diagrama mostra les poblacions més properes.